# Дідерік ван Вел
Дідерік ван Вел (нід. Diederik van Weel, 28 вересня 1973) — нідерландський хокеїст на траві.
Олімпійський чемпіон 2000 року.
Бронзовий призер Чемпіонату світу 2002 року.
Срібний призер Чемпіонату Європи 1999 року.
Переможець Трофею чемпіонів 2000 року, бронзовий призер 1999, 2001 років.